# Дејвид Голдфејн
Дејвид Ли Голдфејн (енгл. David Lee Goldfein; Ен, 21. децембар 1959) је пензионисани амерички генерал са четири звездице и некадашњи 21. начелник штаба Америчког ратног ваздухопловства. Пензионисан је 1. октобра 2020. године након 37 година војне службе.
Каријеру је завршио са преко 4.200 сати лета на авионима Т-37, Т-38, Ф-16, Ф-117А, МЦ-12 и МК-9.
Као пилот авиона Ф-16, оборен је 2. маја 1999. године од стране Противваздушне одбране Војске Југославије током НАТО агресије на СР Југославију (Обарање F-16 код Накучана).

## Детињство, младост и образовање
Рођен у 21. децембра 1959. године у америчкој ваздухопловној бази Лон-Коуврон на северу Француске. Његов отац је био ваздухопловни пуковник Вилијам Мајкл Голдфејн и борио се у Вијетнамском рату, а деда је био припадник Америчке морнарице у Првом светском рату.
Старији брат Стивен М. Голдфејн је био генерал-мајор Америчког ратног ваздухопловства, где је служио од 1978. до 2008. године.
Дејвид Голдфејн је 1983. године завршио Ваздухопловну академију САД у Колорадо Спрингсу. Такође, завршио је Америчку ратну ваздухопловну школу наоружања.

## Војна каријера
Голдфејн се борио у Заливском рату. Као командант 555. ловачке ескадриле, предводио је борбену групу ловаца Ф-16 у току НАТО агресије на СР Југославију 1999. године. У налету 2. маја 1999. године у 02.08 часова, авион Ф-16 којим је управљао Голдфејн, погођен је ракетом земља-ваздух С-125 Нева, од стране 3. ракетног дивизиона 250. ракетне бригаде ПВО ВЈ који је дејствовао у реону села Карловчић. Ракете је лансирао тадашњи потпоручник (потоњи генерал-потпуковник) Тиосав Јанковић. Успео је да изађе из авиона, да би га ускоро извукли хеликоптери НАТО.
У чин генерала са четири звездице је унапређен 17. августа 2015. године.

## Начелник штаба ваздухопловства
Министар одбране Аш Картер је 26. априла 2016. године, саопштио да је председник Барак Обама именовао Голдфејна за начелника штаба Америчког ратног ваздухопловства. Дужност је формално преузео 1. јула.
На тој позицији је остао до 9. јуна 2020. године. Помињао се као председавајући Заједничког штаба начелника Оружаних снага Сједињених Држава, али је председник Доналд Трамп именовао генерала Марка Милера.
Голдфејн је пензионисан 1. октобра 2020. године.